# Joseph von Arneth

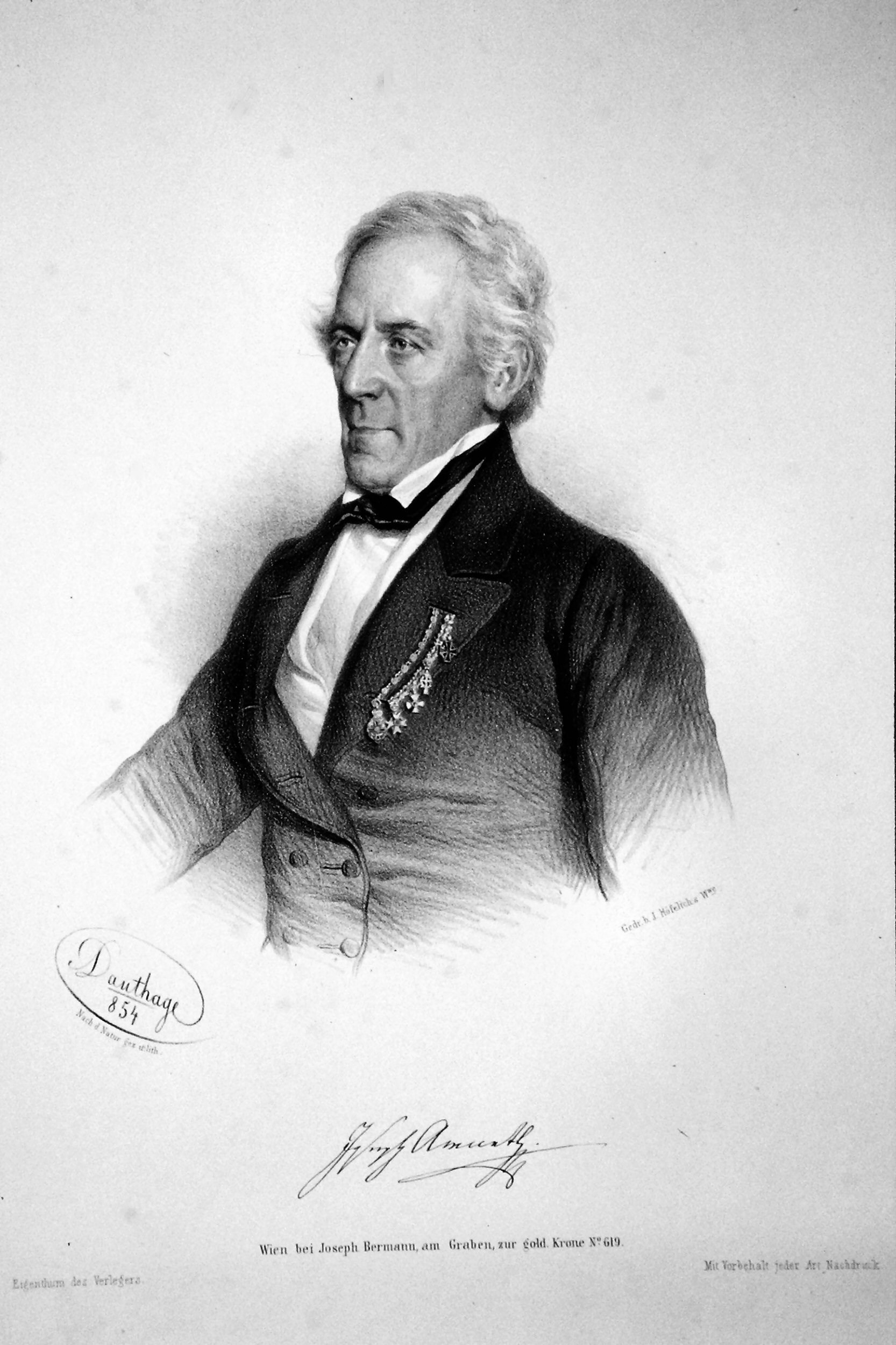
Joseph von Arneth

Joseph Calasanza, Ritter von Arneth, född 12 augusti 1791 i Leopoldschlag, död 31 oktober 1863, var en österrikisk arkeolog och konsthistoriker; far till Alfred von Arneth.
Arneth blev 1811 tjänsteman och 1840 direktör vid mynt- och antikkabinettet i Wien samt inlade utmärkta förtjänster vid ordnandet av dess samlingar. Han författade en stor mängd skrifter av arkeologiskt, numismatiskt, historiskt och konsthistoriskt innehåll.